# Bartki (Wieliczki)
Bartki (deutsch Bartken) ist ein kleiner Ort in der polnischen Woiwodschaft Ermland-Masuren. Er gehört zur Landgemeinde Wieliczki (Wielitzken) im Powiat Olecki (Kreis Oletzko, 1933–1945 Kreis Treuburg).

## Geographische Lage
Bartki liegt im Osten der Woiwodschaft Ermland-Masuren, zwölf Kilometer südlich der Kreisstadt Olecko (Marggrabowa, umgangssprachlich auch Oletzko, 1928–1945 Treuburg).

## Geschichte
Der kleine Ort Bartken (nach 1818 Barthken) wurde in den Jahren 1508 bis 1511 gegründet. Der heutige Weiler (polnisch osada) bestand vor 1945 lediglich aus zwei kleinen Höfen. Zwischen 1874 und 1945 war Bartken in den Amtsbezirk Babken (polnisch Babki Gąseckie) eingegliedert, der – 1938 in Amtsbezirk Babeck umbenannt – zum Kreis Oletzko (1933–1945 Kreis Treuburg) im Regierungsbezirk Gumbinnen der preußischen Provinz Ostpreußen gehörte.
Im Jahre 1910 waren in Bartken 65 Einwohner registriert. Ihre Zahl verringerte sich bis 1933 auf 55 und belief sich 1939 noch auf 45.
Aufgrund der Bestimmungen des Versailler Vertrags stimmte die Bevölkerung im Abstimmungsgebiet Allenstein, zu dem Bartken gehörte, am 11. Juli 1920 über die weitere staatliche Zugehörigkeit zu Ostpreußen (und damit zu Deutschland) oder den Anschluss an Polen ab. In Bartken stimmten 43 Einwohner für den Verbleib bei Ostpreußen, auf Polen entfiel keine Stimme.
In Kriegsfolge kam der Ort 1945 mit dem gesamten südlichen Ostpreußen zu Polen und trägt seither die polnische Namensform Bartki. Heute ist er eine Ortschaft im Verbund der Landgemeinde Wieliczki (Wielitzken) im Powiat Olecki (Kreis Oletzko, 1933–1945 Kreis Treuburg), bis 1998 der Woiwodschaft Suwałki, seither der Woiwodschaft Ermland-Masuren zugehörig.

## Religionen
Bis 1945 war Bartken in die evangelische Pfarrgemeinde Gonsken (Herzogskirchen) in der Kirchenprovinz Ostpreußen der Evangelischen Kirche der Altpreußischen Union und in die katholische Pfarrgemeinde Marggrabowa (Treuburg) im Bistum Ermland eingepfarrt.
Heute gehört Bartki zur nächstgelegenen evangelischen Kirche in Ełk (deutsch Lyck), einer Filialkirche der Pfarrei Pisz (Johannisburg) in der Diözese Masuren der Evangelisch-Augsburgischen Kirche in Polen, sowie zur Pfarrkirche in Gąski im Bistum Ełk der Römisch-katholischen Kirche in Polen.

## Verkehr
Bartki liegt an einer Nebenstraße, die Wólka Kijewska (Kiöwenhorst) in der Gmina Olecko mit Nory (Nordenthal) in der Gmina Wieliczki verbindet. Die nächste Bahnstation (allerdings nur noch im Güterverkehr) ist Kijewo (Kiöwen) an der Ełk–Olecko.